# Sfântul Efrem cel Nou
Sfântul Efrem cel Nou (conform vedeniilor n. 14 septembrie 1384, Attica, Grecia – d. 5 mai 1426) ar fi fost, conform unor vedenii, un monah grec ucis de turcii otomani, după ce mai înainte a fost chinuit vreme de 8 luni de aceștia pentru a se lepăda de credință. A fost întâi canonizat de Biserica Ortodoxă Greacă în anul 1998, urmată de alte biserici ortodoxe. Viața sfântului este cunoscută datorită unor serii de revelații avute de monahia Makaria Desipri în cursul anului 1950. Deși nu există documente istorice care să verifice cele relatate de monahia Makaria, datorită numeroaselor minuni săvârșite și mărturisirilor creștinilor (ortodocși), aceasta nu a constituit un impediment în procesul de canonizare și recunoaștere a sfântului ca atare. Acest caz este unul de excepție pentru bisericile ortodoxe, fiind o mărturie pentru modul în care sfântul s-a impus în viața credincioșilor ortodocși din timpurile noastre, deși au trecut mai bine de 500 de ani de la presupusa sa moarte martirică până la descoperirea sa.
Moaștele sale se află în mănăstirea Sfântul Efrem cel Nou din Nea Makri. 

## Descoperirile monahiilor de la mănăstirea Bună Vestire din Nea Makri
În anul 1945, monahia Makaria Desipri, ajungând la ruinele unei foste mănăstiri de călugări ridicată pe muntele Amomon, în nordul Atenei, se hotărăște să rămână acolo în izolare, în încercarea de a reconstrui mănăstirea. În acest timp se roagă pentru ca Dumnezeu să-i reveleze măcar unul dintre monahii ce s-au nevoit în acea mănăstire. Peste aproximativ 5 ani, monahia Makaria aude o voce care-i spune: „sapă acolo, și vei găsi ce-ți dorești”. Pe 3 ianuarie 1950, ajutată de un muncitor, monahia Makaria descoperă rămășițele pământești ale unui fost călugăr. În timpul slujirii Vecerniei, același călugăr i se înfățișează, cerându-i mutarea moaștelor sale spre păstrare. În ziua următoare, moaștele sunt așezate în altarul bisericii mănăstirii ce avea hramul „Buna Vestire”.    
În cursul anilor următori, sfântul Efrem s-a arătat mai multor femei și monahii, relatându-și viața și suferințele martirice. 

## Viața Sfântului Efrem
Conform mărturiilor monahiei Makaria, precum și ale altor persoane cărora sfântul Efrem li s-a înfățișat, sfântul Efrem (cu numele de mirean Konstantinos Morphes) s-a născut în 14 septembrie 1384 în Trikala, Tesalia. Rămânând orfan de tată, este crescut, alături de ceilalți 6 frați ai săi, de mama sa credincioasă. În 1393, imperiul Bizantin pierde regiunea Tesaliei în favoarea otomanilor, încercând ulterior să o recucerească vreme de 20 de ani fără succes. În acest context, simțind chemarea pentru călugărie, și nedorind să fie înrolat în armata otomană, intră ca monah la vârsta de 14 ani la mănăstirea Buna Vestire de pe Colina Neprihăniților din Attica. Fiind după o oarecare vreme hirotonit preot, sfântul Efrem viețuiește în mănăstire până la moartea sa mucenicească în 1425 (i.e. vreme de 32 de ani). 

## Martiriul Sfântului Efrem
În 1416 otomanii ocupă Attica, și începând să jefuiască și să maltrateze comunitățile locale, ajung câțiva ani mai târziu (1424) și înaintea porților mănăstirii Bună Vestire pe care, atacând-o, ucid pe toți călugării aflați în ea. Sfântul Efrem, nefiind în acea vreme în mănăstire, ci într-o peșteră învecinată, continuă să se nevoiască în acele locuri până în 14 septembrie 1425 când este luat rob de aceiași otomani. 
Încercând să-l silească să se lepede de credința sa, otomanii îl închid pe sfânt în închisoare, înfometându-l și bătându-l sistematic. Într-un astfel de regim, supus chinurilor și umilințelor, trăiește sfântul vreme de 8 luni până când otomanii se hotărăsc să-l ucidă. 
Astfel, pe 5 mai 1426, sfântul Efrem este scos din închisoare și legat de un dud din apropiere cu capul în jos. Apoi, otomanii îi smulg barba, îl lovesc cu bucăți de fier și îi înfig un lemn aprins în abdomen. Astfel de chinuri s-au repetat până ce sfântul a murit în aceeași zi. 
Trupul monahului a fost îngropat mai târziu de niște țărani din acele locuri. 

## Moaștele sfântului Efrem și Mănăstirea de la Nea Makri

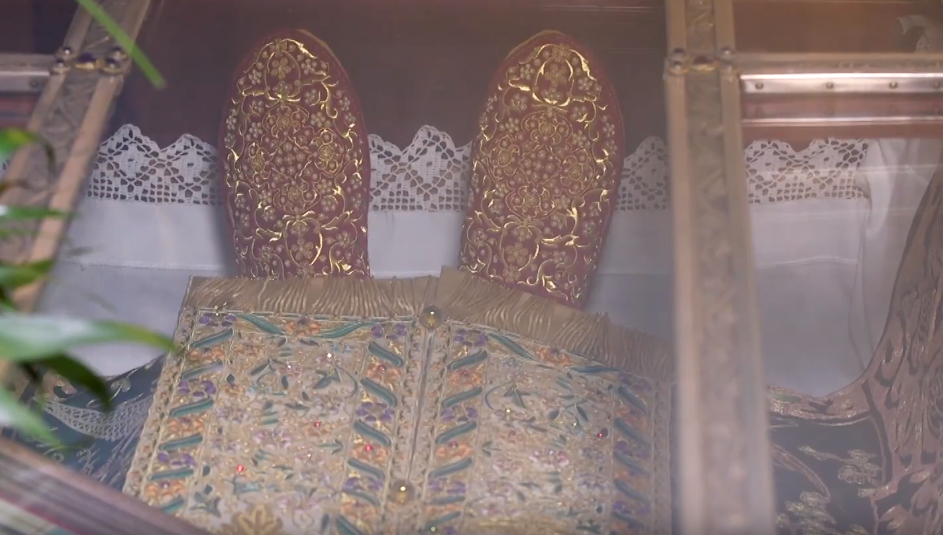
Epitrahilul și papucii Sf. Efrem cel Nou comandate de credincioșii români

Moaștele sfântului Efrem cel Nou sunt așezate în biserica mănăstirii din Nea Makri, ce acum poartă hramul său. Aceasta este una dintre cele mai vizitate mănăstiri din Grecia, românii fiind cei mai numeroși pelerini. 
Epitrahilul și papucii cu care sunt îmbrăcate moaștele sfântului au fost donate de credincioși români, fiind lucrate manual, cu fir de aur. Sub acestea este și vechiul epitrahil făurit de monahia Makaria Desipri.   
În jurul dudului pe care se presupune că sfântul Efrem a suferit martiriul, s-a ridicat un paraclis. Acest dud există și în zilele noastre. Monahia Makaria spune că racla sfântului a fost construită sub îndrumarea acestuia.    

## Minuni, recunoaștere și canonizare
Sfântul Efrem este considerat a fi vindecător de boli incurabile (cancere), de depresii, de dependențe (droguri, alcool, tutun etc.). De asemenea, vindecă pântecele mamelor ce nu pot avea copii.
Datorită numeroaselor minuni săvârșite și mărturisite de credincioși, Biserica Greciei l-a canonizat pe sfânt în anul 1998. A urmat Patriarhia Ecumenică a Constantinopolului care l-a recunoscut drept sfânt în 2011. În același an 2011, în luna decembrie, sfântul Efrem a fost introdus în rândul sfinților cinstiți de Biserica Ortodoxă Rusă.
Sinodul Bisericii Ortodoxe Române a hotărât introducerea Sfântului Efrem în calendarul Bisericii Ortodoxe Române în urma ședinței din 22 mai 2014. Sfântul Efrem are două date de prăznuire: 5 mai, data morții sale, și 3 ianuarie – data găsirii moaștelor sale.     